# Nu Octantis
Nu Octantis (60 Octantis) é uma estrela na direção da constelação de Octans. Possui uma ascensão reta de 21h 41m 28.47s e uma declinação de −77° 23′ 22.1″. Sua magnitude aparente é igual a 3.73. Considerando sua distância de 69 anos-luz em relação à Terra, sua magnitude absoluta é igual a 2.10. Pertence à classe espectral K0III. Possui um planeta confirmado.